# Anyphaena marginalis
Anyphaena marginalis är en spindelart som först beskrevs av Banks 1901.  Anyphaena marginalis ingår i släktet Anyphaena och familjen spökspindlar. Inga underarter finns listade i Catalogue of Life.